# Karl Kalchbrenner

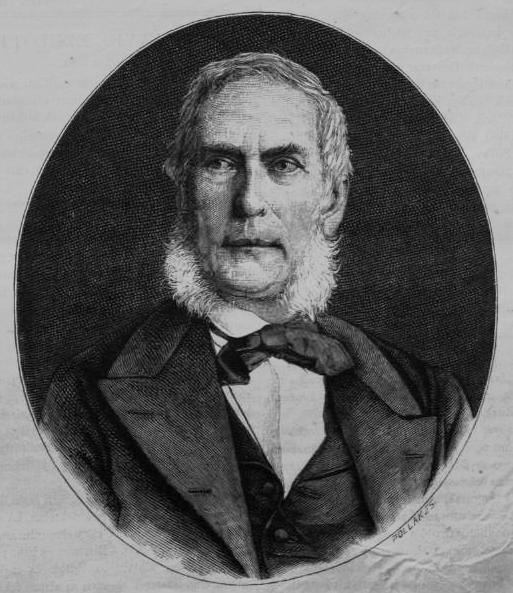
Karl Kalchbrenner (1886)

Karl Kalchbrenner, auch Károly Kalchbrenner, (* 5. Mai 1807 in Pöttelsdorf; † 5. Juni 1886 in Wallendorf) war ein österreichisch-ungarischer Mykologe. Sein offizielles botanisches Autorenkürzel lautet „Kalchbr.“

## Leben
Kalchbrenner war der Sohn des Pfarrers Joseph Kalchbrenner (der in Jena studiert hatte und auch in seinen Gemeinden für Volksbildung im Sinn von späteren Volkshochschulen eintrat) und besuchte die Schulen in Agendorf, das Gymnasium in Raab (um Ungarisch zu lernen), Ödenburg (Lyzeum), das Piaristengymnasium in Pest und das Gymnasium in Schemnitz. Er studierte Theologie an der evangelischen Akademie in Ödenburg und in Halle an der Saale (wo er auch Kontakte zu seinem Kommilitonen Oswald Heer knüpfte) und war nach kurzer Zeit in Pest als Kaplan unter seinem Vater von 1832 bis zu seinem Tod Pfarrer in Wallendorf an der Zips in der heutigen Slowakei. Zuletzt war er Obersuperintendent der sieben Städte in der Zips.
Bekannt auch über Österreich-Ungarn hinaus wurde er durch seine Arbeiten über die Pilze Ungarns. Außerdem forschte er über Moose und Algen. 1872 wurde er korrespondierendes und 1882 volles Mitglied der Ungarischen Akademie der Wissenschaften.
Sein Hauptwerk ist eine Monographie der Pilze von Zips (Icones selectae, 1873 bis 1877), in der er 1334 Arten aufführte. Es enthielt 40 Farbtafeln von Stephan Schulzer von Müggenburg, dessen Manuskript über ungarische Pilze die ungarische Akademie der Wissenschaften 1869 erwarb und Kalchbrenner zur Bearbeitung gab. Er fand auch Aufmerksamkeit durch eine Arbeit von 1868 zur Pflanzengeographie des Zipser Erzgebirges, die in den Abhandlungen der Ungarischen Akademie der Wissenschaften veröffentlicht wurde. Er hatte Verbindungen zu führenden Mykologen in Europa (wie Elias Magnus Fries, Ludwig Heufler von Hohenbühel (1817–1885), Felix von Thümen, Casimir Roumeguère (1828–1892) und zum Algologen Sébastien René Lenormand (1796–1871)) und bearbeitete auch Pilzsammlungen aus anderen Teilen der Welt (z. B. Sibirien, Südamerika, Australien). Von ihm stammen eine Reihe von Erstbeschreibungen von Pilzen und nach ihm wurden auch Pilze benannt.
Kalchbrenner lieferte Moose aus den Karpaten für die Exsiccaten-Sammlung (getrocknete Exemplare) von Gottlob Ludwig Rabenhorst.
Er heiratete Mathilde Stavnicky, mit der er drei Kinder hatte.

## Schriften
- mit Stephan Schulzer von Müggenburg: Icones selectae Hymenomycetum Hungariae, 4 Teile, 1873 bis 1877